# Begraafplaats van Eksaarde
De Begraafplaats van Eksaarde is een gemeentelijke begraafplaats in het Belgische dorp Eksaarde, een deelgemeente van Lokeren.
De begraafplaats ligt aan de Kasteeldreef op 300 meter ten noordwesten van de Onze-Lieve-Vrouwhemelvaartkerk, en heeft een lange rechthoekige vorm en bestaat uit een oud en een nieuw gedeelte. Langst de centrale as, die de hoofdingang en een neogotische kapel verbindt, zijn verschillende praalgraven in arduin en marmer met erfgoedwaarde, daterend van ronde de eeuwwisseling. Daarnaast is er een klein gedenkteken voor zeven burgerslachtoffers uit de Eerste Wereldoorlog en er bevindt zich ook een perk met Britse gesneuvelden uit diezelfde oorlog.
Het nieuwe gedeelte wordt omringd door een haag.

## Britse oorlogsgraven
In het voorste gedeelte van de begraafplaats liggen de graven van 4 Britse geïdentificeerde gesneuvelden en een gemeenschappelijk graf met 5 niet geïdentificeerde Britse gesneuvelden uit de Eerste Wereldoorlog. Volgens de Commonwealth War Graves Commission zou in het gemeenschappelijk graf ook een niet geïdentificeerde Belg liggen, maar daar wordt op de grafzerk geen melding van gemaakt. De slachtoffers behoorden bij de Royal Naval Division en vielen in oktober 1914. De locatie van drie van hen kon niet meer vastgesteld worden (op hun grafzerk staat de bijkomende tekst: Buried near this spot). Het vierde slachtoffer zou een van de vijf niet geïdentificeerde zijn (op zijn grafzerk staat de bijkomende tekst: Believed to be buried in this cemetery).
De graven worden onderhouden door de Commonwealth War Graves Commission en zijn daar geregistreerd onder Eksaarde Communal Cemetery.